# Дреатин
Дреатин (болг. Дреатин) — село в Болгарии. Находится в Софийской области, входит в общину Драгоман. Население составляет 6 человек (2022).

## Политическая ситуация
Дреатин подчиняется непосредственно общине и не имеет своего кмета.
Кмет (мэр) общины Драгоман — Соня Стоянова Дончева (Болгарская социалистическая партия (БСП)) по результатам выборов.